# デリヒゼン
デリヒゼンまたはデリクゼン (ドイツ語: Delligsen) は、ドイツ連邦共和国ニーダーザクセン州ホルツミンデン郡に属すフレッケン（古くから市場開催権など一部の自治権を有していた町。以下、本項では便宜上「町」と記述する）である。デリヒゼンは、ヨーロッパにおける農村振興政策であるLEADER事業に基づいて創設されたニーダーザクセン州南部の市町村が自由意思で締結した連合体であるレギオン・ライネベルクラントの一員である。

## 地理

### 位置
デリヒゼンは、北のロイベルク、北東のシュタインベルク、南東のゼルター丘陵、南と西のヒルス山地、北西のイート山地に囲まれたライネベルクラントに位置している。町を、ライネ川の南西の支流であるヴィスペ川が流れている。

### 隣接する市町村
この町は南東から時計回りに以下の市町村と境を接する。アインベック（ノルトハイム郡）、市町村に属さない地域であるヴェンツェンとグリューネンプラン（ホルツミンデン郡）、コッペングラーヴェ（ザムトゲマインデ・ドゥインゲン）、アルフェルト、フレーデン（ザムトゲマインデ・フレーデン）（コッペングラーヴェ以降はいずれもヒルデスハイム郡）。

### 自治体の構成
この町の基本条例 §1 Abs.2 によると、フレッケンとしてのデリヒゼンは以下の6つの地区からなる。
- アンメンゼン
- デリヒゼン
- グリューネンプラン
- ホーエンビューヒェン
- カイエルデ
- ヴァリヒゼン

#### グリューネンプラン
グリューネンプランはヒルス連山の中、海抜約 300 m に位置する静養地である。ヒルス連山の最高地点は、海抜 480.4 m のブローセ・ツェレである。

#### ホーエンビューヒェン
ホーエンビューヒェンはヒルス山とロイベルクの間に位置し、人口約600人である。

#### カイエルデ
カイエルデは、ヒルス連山の中に位置し、人口は約1,000人で、原野と森に囲まれている。

## 歴史
デリヒゼンはコルヴァイ修道院の文書中850年にはすでに Disaldishusen として何度か言及されている。この修道院は隣接するカイエルデとゲルツェンに所領を獲得していた。
1007年、ヒルデスハイム司教区のベルンヴァルト司教によって作成依頼された国境記録中にデリヒゼンの南のエーリンガブルク場が記述されている。しかし発掘調査は、ここがもっと古い入植地であることを示している。
1140年コルヴァイ修道院から封土を与えられた非貴族家デリヒゼン家の名が記されている。この家門は13世紀以降は近隣の城にちなんでホーエンビューヒェン家として記録されている。領主権は1355年に貴族のホムブルク家を経て、1409年からヴェルフェン家のものとなった。
1691年に製紙工場が設立され、極めて早いこの町の工業化が始まり、1735年からは、公爵家が経営するカールスヒュッテ（カールの精錬所）が設立され、ヴェスペ川の水力とヒルス山の木材が、この地で産出する鉄鉱石の精錬のために用いられるようになった。1736年5月24日に採鉱のためのフリードリヒ・カールス・ヒュッテ・ツー・デリヒゼンが製鉄所として設立された。1871年にカールスヒュッテ・アイゼンヒュッテAGという社名に変更された。1895年には精錬が、1896年に鉄鉱石の採掘が中止され、企業活動は純粋な鋳造所に制限された。1901年2月に破産した。後継企業はブラウンシュヴァイク＝ハノーファー機械工業AGであった。ベルンブルク機械工業との合併後、カールスヒュッテはこの社名を用いた。1917年に機械・自動車工業アルフレート/デリヒゼンと改名したが、1930年に再び破産した。
カールスヒュッテは1933年から Alfelder Maschinen- und Apparatebaugesellschaft として操業を再開した。1938年にフェルバートの アウグスト・エンゲルス精錬所がこの精錬所の運営を引き継ぎ、1944年には1,200人を超える従業員を擁していた。
デリヒゼンの墓地には、国家社会主義の時代に命を落としたソヴィエト人強制労働者の墓がある。数多くの収容施設に約1,500人のロシア人、ウクライナ人、ポーランド人、イタリア人、フランス人が収容され、アウグスト・エンゲルスGmbH の軍需工場での労働を強いられていた。工場の敷地には、この会社が設立した職業訓練施設もあった。同じ墓地には強制収容所で殺害されたデリヒゼンのユダヤ人の記念碑も建てられている。
1955年4月からは企業再編がなされ、カールスヒュッテはフェルバートのアウグスト・エンゲルス社から分離され、Eisen-, Stahl- und Armaturenwerk Friedrich-Carl-Hütte Delligsen の名称を用いた。1984年、700人の従業員を抱える FCH-Friedrich-Carl-Hütte GmbH Stahlgiesserei として精錬所は再び破産した。一時的に事業を継続するために州から50万ドイツ・マルクの融資を受けようとしたが、ニーダーザクセンの債務委員会に拒絶された。
1974年4月1日にそれまで独立した町村で、廃止されたガンデルスハイム郡に属していたアンメンゼン、デリヒゼン、カイエルデ、ヴァリヒゼン、およびホルツミンデン郡に属していたホーエンビューヒェンとグリューネンプランから現在のフレッケンとしてのデリヒゼンが創設された。
2008年11月1日火事があり、Firma Chemex GmbH の作業所で数回の爆発が起こった。この会社は、デリヒゼンの鋳造所の下請け会社で、ヒュッテネス＝アルベルトゥス (HA) の子会社であった。この建物は基礎壁に至るまで焼け落ち、巨額の物的損害を被った。また、近くを流れる小川ヴィスペ川に消化剤が流れ込み、魚が死んだ。
2008年にデリヒゼンは新聞の大見出しに掲載された。納税者連盟によると町は町史編纂のために $ 165,219 を支出した。この支出は巨額であるにもかかわらず、それまで公開されていなかった。

## 宗教
- プロテスタント＝ルター派のデリヒゼン聖ゲオルクス教会
- カトリックの聖ヨーゼフ教会
- デリヒゼン新使徒派教会（1929年から）
- グリューネンプラン/デリヒゼンのFreie Humanisten
- デリヒゼンのエホバの証人
- カイエルデの聖ラウレンティウス教会
- アンメンゼン教会

## 行政

### 議会
フレッケン・デリヒゼンの議会は、22議席からなる。

### 紋章
モチーフ1（向かって左上）グリューネンプラン: 銀のモミの木がグリューネンプランを取り囲むモミの森と、それに伴う観光業を示している。銀で描かれたガラス吹き工はグリューネンプラン近郊のヒルス山地のガラス造りと関係している。
モチーフ2（向かって右上）デリヒゼン: 金地に青いハンマーとシュレーゲル（ハンマーの一種）とが十字に組み合わされている意匠は、かつてのデリヒゼンの町章から採られた。この意匠はデリヒゼンの発展が、ヒルス山地でかつて行われていた鉱山採掘と密接に結びついていることを象徴している。デリヒゼンでは1734年からすでにカール公が設立したヒルスのカールスヒュッテで鉱石の製錬がなされていた。ここからデリヒゼンに鉄鋼業が発展したのである。
モチーフ3（向かって左下）ホーエンビューヒェン: 金地で緑の三峰の山上に赤いベルクフリート（城の主塔）のデザインは旧ホーエンビューヒェンの町章から採られており、ここにかつてホーエンビューヒェン家の城があったことを示している。
モチーフ4（向かって右下）この意匠はヒルス山地の6つの旧町村がブラウンシュヴァイク公領に所属していたことを示している。立ち上がり、冠を着けた獅子と「青 - 金」のブラウンシュヴァイクの配色がこれを表している。

### 姉妹都市
- ガータースレーベン（ドイツ、ニーダーザクセン州）1990年
- グロヂスク・ヴィエルコポルスキ（ポーランド、ヴィエルコポルスカ県）2001年
- トレロドネス（スペイン、マドリード州）

## 文化と見所

### 郷土祭
デリヒゼンでは、4年に1度、いくつものパレードが行われ、大規模なテントが設営される郷土祭が数日間にわたって開催される。

### サークル
デリヒゼンには約25のサークルがある。スポーツクラブ、ダンスクラブ、スイミングクラブ、音楽サークル、合唱団、射撃クラブ、乗馬クラブ、小菜園クラブなどがある。

### 博物館
- エーリヒ・メーダー・ガラス博物館: グリューネンプラン
- ガラス工の家: グリューネンプラン
- デリヒゼンの時計塔博物館: デリヒゼン
- デリヒゼン郷土博物館: デリヒゼン
- カイエルデの村の部屋: デリヒゼン＝カイエルデ

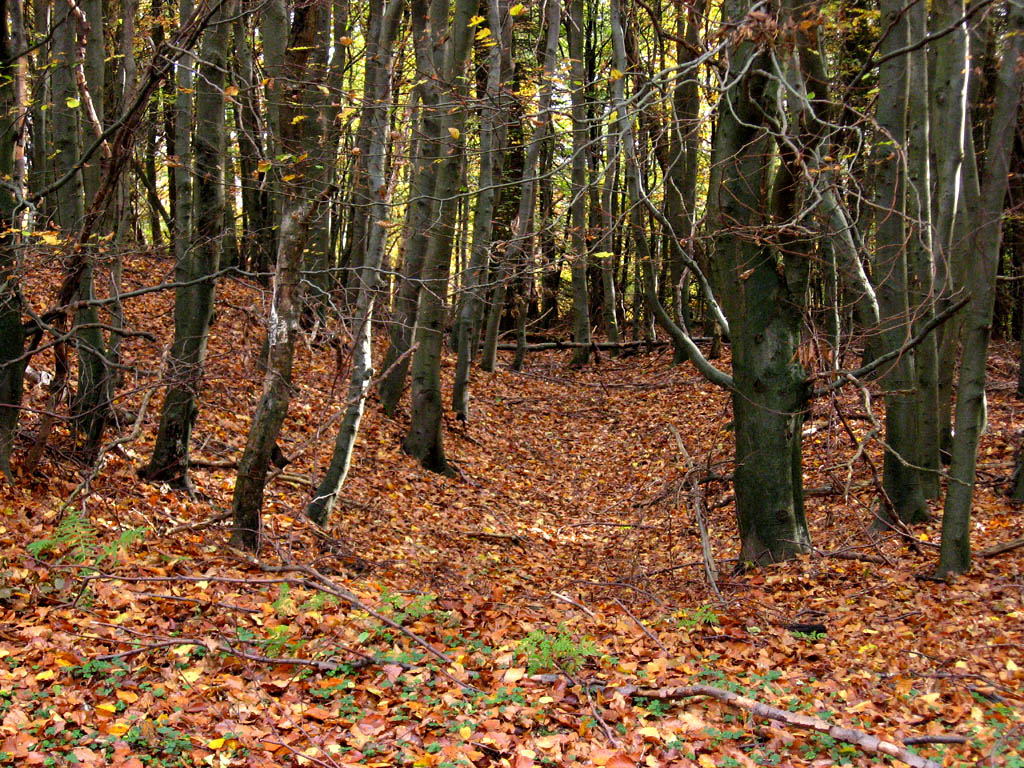
エーリンガ城砦の土塁跡

### 防衛施設
- アンメンゼンのエーリンガ城砦の土塁跡
- デリヒゼンの明瞭な土塁・堀システム

## 経済と社会資本

### 交通
軽便鉄道フォルダクゼン - ドゥインゲン - デリヒゼン線が何十年にもわたって鉄道網への接続を担っていた。しかし、この路線の運行は1967年に停止され、軌道は1968年までに撤去された。

### 教育
デリヒゼンとグリューネンプランにそれぞれ基礎課程学校が1校ずつある。また、デリヒゼンには実科学校がある。本課程学校の生徒はドゥインゲンの学校に通う。最寄りのギムナジウムはアルフェルトにある。

## 人物

### 出身者
- ゲルハルト・ブレーマー（1917年 - 1989年）武装親衛隊司令官。騎士鉄十字章の受章者。

## 引用
1. ↑  Landesamt für Statistik Niedersachsen, LSN-Online Regionaldatenbank, Tabelle A100001G: Fortschreibung des Bevölkerungsstandes, Stand 31. Dezember 2023
2. ↑  http://www.ad-hoc-news.de/Millionenschaden-durch-Brand-in-Delligsen--/de/Politik/19810053
3. ↑  36. Schwarzbuch des Bundes der Steuerzahler - Die öffentliche Verschwendung 2008